# 니시베쓰인촌
니시베쓰인촌(西別院村)은 일본 교토부 미나미쿠와다군에 설치되었던 촌이다. 현재의 가메오카시, 도요노정의 일부에 해당한다.